# Jugy
Jugy település Franciaországban, Saône-et-Loire megyében. Lakosainak száma 332 fő (2022. január 1.). Jugy Sennecey-le-Grand, Boyer, Montceaux-Ragny, Nanton és Vers községekkel határos.

## Népesség
A település népességének változása:
| Lakosok száma | 325  | 329  | 331  | 322  | 318  | 322  | 325  | 331  | 332  |
|               | 2013 | 2015 | 2016 | 2017 | 2018 | 2019 | 2020 | 2021 | 2022 |